# Freitag lab. ag
Freitag (Eigenschreibweise FREITAG lab. ag) ist ein 1993 gegründeter Schweizer Hersteller für Taschen und Accessoires aus gebrauchten Materialien, hauptsächlich Lkw-Planen. Die nicht börsennotierte Aktiengesellschaft hat ihren Sitz in Zürich und ist benannt nach ihren Gründern Markus und Daniel Freitag.

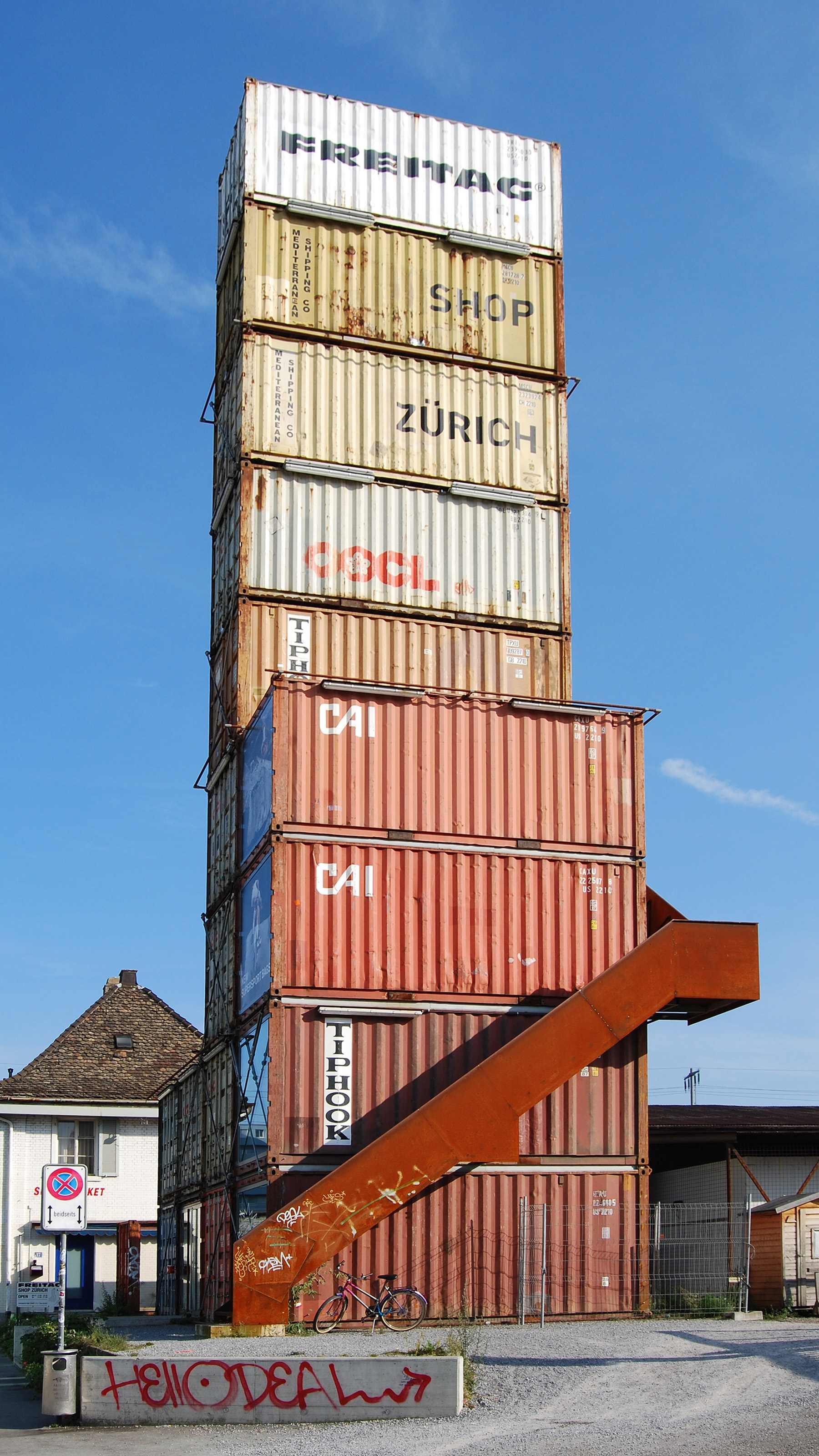
Freitag-Shop an der Geroldstrasse 17 in Zürich West, Turm aus 19 Frachtcontainern, neben der Hardbrücke und Bahnhof Hardbrücke

## Geschichte
Im Jahr 1993 entwickelten die beiden aus Davos stammenden Brüder Markus (* 1970) und Daniel Freitag (* 1971), beide als Designer ausgebildet, eine Messengerbag aus alten Lkw-Planen, gebrauchten Fahrradschläuchen und Autogurten. Inspiriert wurden die beiden passionierten Fahrradfahrer von New Yorker Fahrradkuriertaschen einerseits und andererseits vom Fernlastverkehr auf der Zürcher Hardbrücke – dem Panorama ihrer WG-Küche. 1995 umfasste das Sortiment des damals noch Freitag Retour genannten Unternehmens fünf Modelle, die neben der Schweiz auch in Deutschland vertrieben wurden. 1997 nahm das Zürcher Museum für Gestaltung den Prototypen von 1993 in seine Sammlung auf. Die Taschen wurden nun auch nach Japan, Österreich und in die Niederlande verkauft. Als die grosse Handelskette Migros die Freitag-Taschen mit einer Eigenmarke namens Donnerstag 1998 imitierte, wurde Freitag schweizweit bekannt. Mit Upcycling und Kreislaufwirtschaft traf das Produkt und die dazugehörige Marke einen gesellschaftlichen Nerv. Das Kultlabel fand in der Folgezeit noch zahlreiche Nachahmer, wie kultbag (1996), cargo:bags oder Lumabag.
In den Jahren 2000 und 2001 eröffneten die ersten Flagship-Stores, u. a. in Hamburg, Zürich, New York und Tokio. 2005 wurde die nicht börsennotierte Aktiengesellschaft Freitag lab. ag-Aktiengesellschaft gegründet. Einem Treuhänder wurden Stimmrechts-Aktien übertragen. Von 2010 bis 2014 führte Monika Walser als Vorstandsvorsitzende und Geschäftsführerin das Unternehmen, Daniel und Markus Freitag konzentrierten sich auf Design und Aussendarstellung. Für 2013 wurde der Jahresumsatz auf 28 Millionen Euro geschätzt. Seit 2016 arbeitet Freitag mit einer holokratischen Unternehmensstruktur.
Die Fabrikation – Design, Produktion, Verpackung, Lager, Büro – fand bis 2011 auf dem Zürcher Maag-Areal statt und seitdem in Zürich-Oerlikon im Gewerbehaus NŒRD. Hier werden die Planen zerlegt, gewaschen und die Taschen von Hand zugeschnitten. Anschliessend werden diese in der Schweiz, Bulgarien, Portugal, Tschechien und Rumänien in externen Nähereien verarbeitet.
Neben dem Museum für Gestaltung befinden sich Freitags Top-Cat-Messengerbags in den Sammlungen des MoMA in New York, des Tassenmuseum Hendrikje in Amsterdam und des LVR-Industriemuseums. Freitag unterhält weltweit 28 Geschäfte u. a. in Berlin, Mailand, Melbourne, Seoul, Rotterdam, Bangkok, Taipeh und Shanghai, und vertreibt seine Produkte ausserdem über rund 350 Partnerhändler.

## Produkte und Materialien

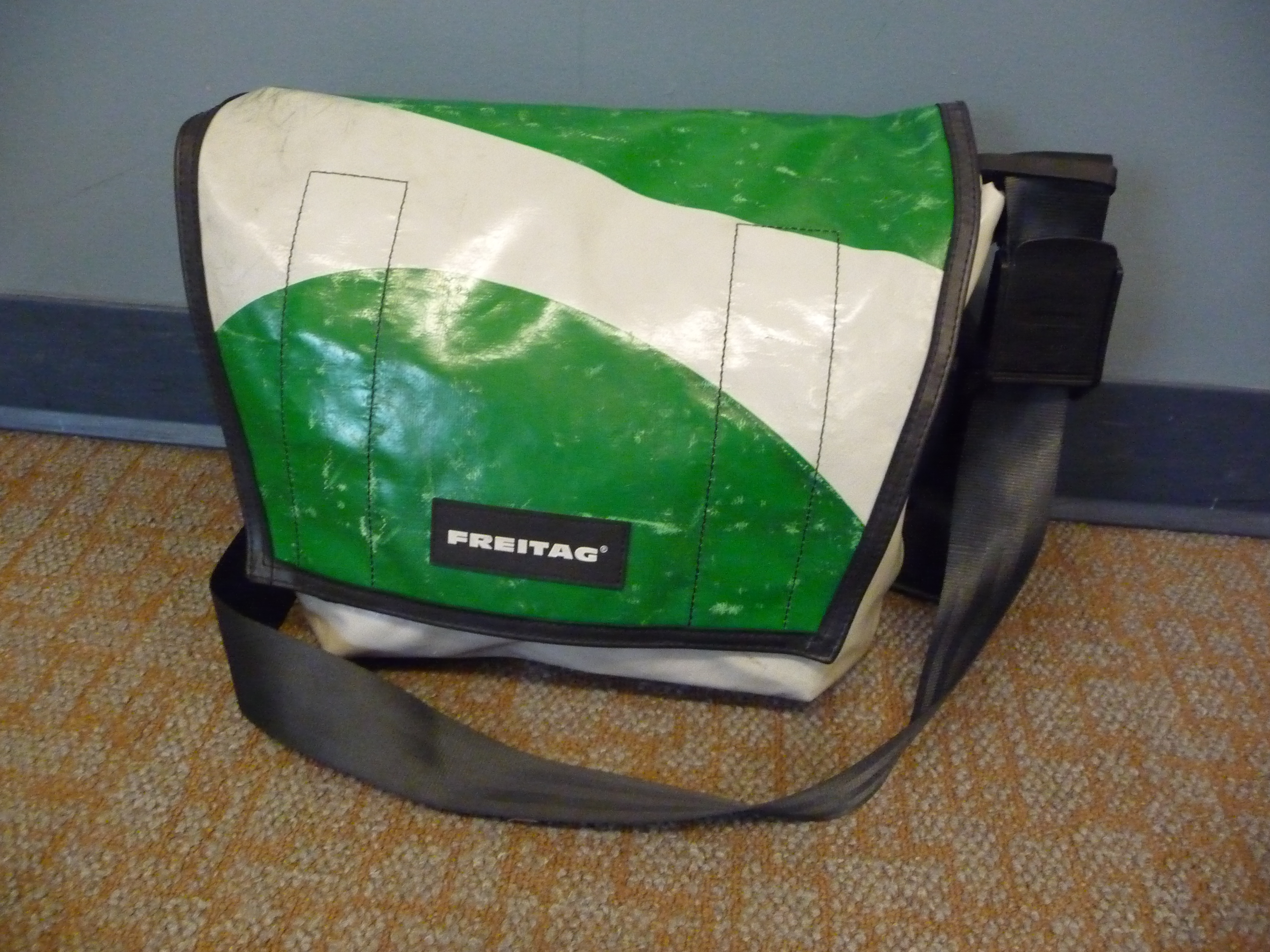
Freitag Messengerbag

Aus der ersten Kuriertasche F13 TOP CAT ist die Produktlinie Fundamentals mit über 40 verschiedenen Modellen entstanden. Daneben wurde 2010 die Kollektion Freitag Reference eingeführt.
Freitag verarbeitet jährlich 640 Tonnen Lkw-Planen, 11'000 Fahrradschläuche und 150'000 Autogurte. Durch die Verwendung rezyklierter Materialien ist jedes Freitag-Produkt ein Unikat. Die Lkw-Planen bestehen aus PVC-beschichtetem Polyestergewebe („Tarpaulin“) und enthalten Weichmacher; daher sollen sie nicht mit Lebensmitteln in Kontakt kommen.
2014 stellte Freitag Kleidung aus dem selbst entwickelten Material F-ABRIC vor. Die Textilie aus Hanf, Leinen und Modal wird in Europa mit geringem Ressourceneinsatz produziert und ist vollständig biologisch abbaubar. Sie wurde 2015 mit dem deutschen Bundespreis Ecodesign in der Kategorie Produkt ausgezeichnet.
2021 stellte Freitag die Taschenlinie F707 Stratos aus ausgemusterten Airbags vor.

## Auszeichnungen (Auswahl)
- 1999: Eidgenössischer Preis für Design
- 2003: Master of Swiss Web für den F-Cut als beste Schweizer Website
- 2011: Design Preis Schweiz MERIT (für Daniel und Markus Freitag)[7]
- 2013: SwissAward 2012 in der Kategorie Wirtschaft (für Daniel und Markus Freitag)
- 2016: 2× Gold ADC Schweiz und ADC of Europe für den Film «The Never-Ending Cycle of Denim»[22]
- 2018: Gold Edi für den Film «We are kickstarting the ZIPPELIN» in der Kategorie Corporate - Produkt[23]
- 2019: Best of Swiss Web Gold in der Kategorie Creation für CITY GUIDE LINES[24]

## Ausstellungen
- 2012: Freitag – Out of the Bag, Museum für Gestaltung, Zürich[25]
- 2015: FREITAG AD ABSURDUM feat. Frank & Patrik Riklin, Musée cantonal de design et d’arts appliqués contemporains (mudac), Lausanne[26]